# 제양 차오산 국제공항

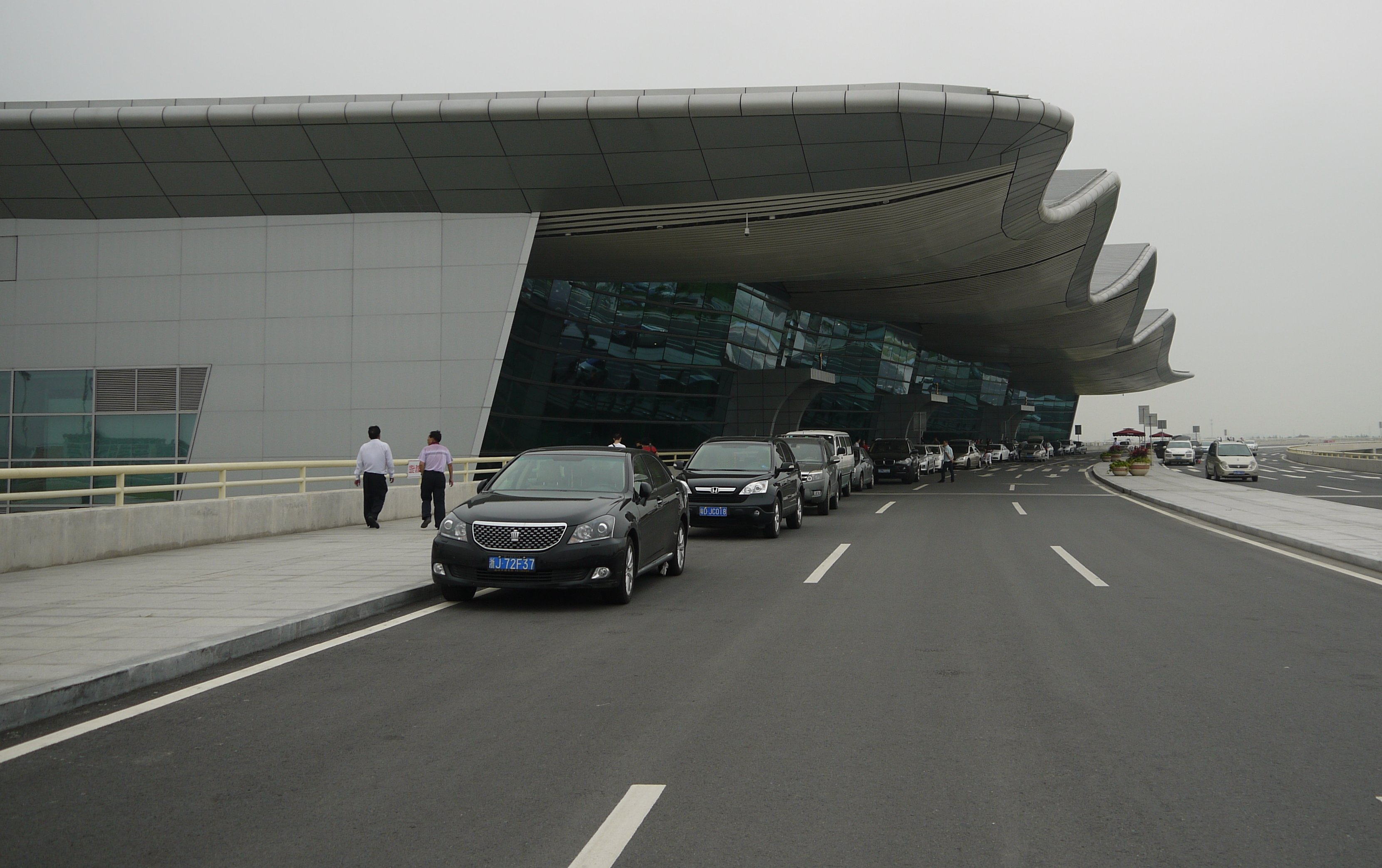

제양 차오산 국제공항(중국어: 揭阳潮汕国际机场, 게양조산국제기장, Jieyang Chaoshan International Airport, IATA: SWA, ICAO: ZGOW)은 중화인민공화국 광둥성 동부의 주변 지역과 제양시, 산터우시, 차오저우시를 관할하는 공항이다. 광둥성 제양시 제둥구 파오타이와 덩강에 위치해 있다. 원래의 산터우 와이샤 공항으로부터의 위치 변경 계획의 일환으로 지어진 공항으로, 이 공항의 이름은 제양, 산터우, 차오저우의 지리적 중심지 주변에 의거하여 선정되었다. 이 공항은 2011년 12월 15일 서비스를 시작했다.

## 터미널
이 공항은 55,000 제곱미터를 차지하며 한쪽에는 국내 터미널, 다른 한쪽에는 국제 터미널, 이렇게 둘로 나뉘는 승객 터미널이 있는 12개의 탑승교가 있다.

## 같이 보기
- 중화인민공화국의 공항 목록